# Jacques Lœillet
Jacques Lœillet, baptisé à Gand le 7 juillet 1685 et mort à Gand le 28 novembre 1748), est un compositeur et hautboïste belge de la période baroque.

## Biographie
Né à Gand, en Belgique, alors aux Pays-Bas espagnols, il était le plus jeune frère de Jean-Baptiste Lœillet de Londres. Comme son frère, il fit ses études à la maîtrise de la cathédrale de Gand. Il servit comme hautboïste pour l'électeur Maximilien-Emmanuel de Bavière,. En 1715, il faisait partie de la chambre du roi Louis XV à Versailles, en qualité d'hautboïste. Il retourna à Gand en 1746 et y mourut deux années plus tard.

## Œuvres
Il a composé des œuvres pour hautbois, violon et pour ensembles de cordes.

## Discographie
- Lœillet. Sonates & sonates en trio, La Caccia dirigée par Patrick Denecker, 2006, MF8007. Contient des enregistrements de sonates de Jean-Baptiste Lœillet de Gand, Jean-Baptiste Lœillet de Londres et Jacques Lœillet.